# Rouairoux
Rouairoux é uma comuna francesa na região administrativa da Occitânia, no departamento de Tarn. Estende-se por uma área de 28.48 km², e possui 372 habitantes, segundo o censo de 2018, com uma densidade de 13 hab/km².